# Southern Association
La Southern Association fu una lega minore del baseball statunitense, attiva fra il 1902 e il 1961. Dal 1936, prima come A1 e quindi come classe AA, la Southern Association fu due gradini sotto le Major Leagues. L'attuale Southern League, di classe AA, non discenda dalla Southern Association, bensì dalla South Atlantic League.
Costituita da stabile circuito di otto squadre, la SA incluse tipicamente le seguenti squadre: Atlanta Crackers, Birmingham Barons, Chattanooga Lookouts, Little Rock Travelers, Memphis Chicks, Nashville Vols e New Orleans Pelicans.  L'ottava squadra furono a turno Knoxville Smokies, Mobile Bears o Shreveport Sports. Dopo che Jackie Robinson abbatté il monopolio dei bianchi nel 1946 con i Montreal Royals dell'International League, la Southern Association proibì agli afroamericani di giocare nelle proprie squadre.
Un boicottaggio condotto da leader dei diritti civili e il contributo delle tv portò al fallimento della SA nel 1961. La squadra di Atlanta passò all'AAA International League nel 1962, seguita da Little Rock nel 1963. Nashville passò alla Sally League nel 1963; Chattanooga, Birmingham e Mobile alla Southern League, Memphis entrò nella Texas League.